# Nicole Struse
Nicole Struse (ur. 31 maja 1971 w Haan) – niemiecka tenisistka stołowa, brązowa medalistka mistrzostw świata, pięciokrotna mistrzyni Europy. 
Jedenastokrotnie była medalistką Starego Kontynentu. Życiowy sukces odniosła na mistrzostwach Europy w Bratysławie (1996), gdzie zdobyła trzy złote medale: w grze pojedynczej, podwójnej (w parze z Elke Schall podobnie jak dwa lata później) i drużynowo. 
Startowała czterokrotnie w igrzyskach olimpijskich (1992, 1996, 2000, 2004). Najbliżej medalu była w Sydney, gdzie odpadła w ćwierćfinale gry pojedynczej, a w mistrzostwach świata zdobyła brązowy medal w rywalizacji drużynowej w Manchesterze (1997). Dwukrotna ćwierćfinalistka gry pojedynczej podczas mistrzostw świata w 1993 i 1997 roku.
Zwyciężczyni prestiżowego turnieju Europa Top 12 (2004).